# Régions pétrolifères en Amérique du Nord

Régions pétrolières en Amérique du Nord

Cet article détaille les régions pétrolifères en Amérique du Nord.

## États-Unis d'Amérique
Ce pays vit la naissance de l'industrie pétrolière. On considère généralement que le premier puits de pétrole est celui creusé sous les ordres de Edwin Drake à Titusville, Pennsylvanie, en 1859. Ce point reste controversé, mais si les États-Unis n'ont pas été les premiers à extraire du pétrole, c'est bien dans ce pays que ce secteur atteint l'échelle industrielle, surtout à partir de 1901 (Spindletop, Texas) et se développa. Les États-Unis furent d'ailleurs le plus gros producteur mondial de pétrole pendant plus d'un siècle (jusque 1974).
L'exploration du territoire américain onshore et offshore proche est extrêmement développée. Le pic de Hubbert de production de pétrole a été atteint en 1970. Le déclin est quasiment ininterrompu depuis. Les gisements pétroliers et gaziers américains sont éparpillés dans nombre de bassins, mais quatre États (Texas, Louisiane, Alaska, et Californie) détiennent 80 % des réserves restantes.
Des succès d'exploration ont été enregistrés récemment dans le golfe du Mexique profond (qui offrira probablement plus de 20 Gbep finalement), fournissant d'importantes productions nouvelles qui compensent, en partie, le déclin du reste du pays. Malgré trente-cinq ans de déclin de production, le pétrole américain est loin d'être une histoire terminée. Les États-Unis continentaux sont la zone la plus intensivement explorée du monde, le potentiel de découvertes est donc limité. Cependant, la production finale des gisements connus peut encore représenter des dizaines de Gbbl, surtout avec l'application de l'injection de CO2. À cela, il faut ajouter un ou deux plays nouveaux (comme celui identifié récemment au Nevada), l'Alaska, le golfe du Mexique profond, et les côtes Atlantique et Pacifique encore fermées aux activités pétrolières, de même que la partie est du golfe du Mexique.
On peut procéder à un regroupement en neuf régions, mais chacune d'elles comprend des réalités géologiques variées :
1- Les gisements des Appalaches. Une province pétrolière modeste et presque épuisée, située principalement en Pennsylvanie et en Virginie occidentale. Historiquement, cette région est le point de naissance de l'industrie pétrolière.
2- Les gisements des lacs inférieurs.
3- Les gisements de la côte du golfe du Mexique. Ce système pétrolier s'étend du Mexique jusqu'en Louisiane. Il s'agit d'une marge continentale remplie de sédiments détritiques, et, localement, d'une formation deltaïque (Mississippi). Les roches sources sont des schistes de l'ère tertiaire. Le pétrole et le gaz des parties onshore et offshore peu profondes de cette région sont en déclin, mais ils sont compensés par l'offshore profond (voir ci-après).
4- Les gisements du golfe du Mexique en grande profondeur (> 300 m) : La distinction avec l'ensemble précédent n'est pas géologique ou géographique, mais historique et technique. Les États-Unis ont été le deuxième pays du monde (après le Brésil) à développer les techniques nécessaires à l'exploration et l'exploitation de gisements sous une grande profondeur d'eau. Une immense zone du golfe du Mexique a ainsi été ouverte, et est actuellement l'une des provinces les plus activement explorées du monde, alors que la côte est une région développée. Plus de 15 Gbep (liquides plus gaz) ont été trouvés et les découvertes continuent.
5- Les gisements centraux (Midcontinent). Plusieurs bassins pétroliers (Permian, Anadarko) s'étendent sur les territoires du Texas, du Nouveau-Mexique, du Kansas et du Colorado. Ces bassins sont en fort déclin, et les nouvelles découvertes s'y font rares, après un siècle d'exploration. L'activité des compagnies pétrolières dans ces régions, tout comme dans les montagnes Rocheuses, se concentre désormais plus sur la récupération tertiaire, visant à extraire des réserves supplémentaires de vieux gisements, que sur la recherche de nouveaux champs. Ainsi, le Permian Basin est la région du monde où la technique d'injection de CO2 dans les gisements de pétrole est la plus utilisée. S'agissant du gaz naturel, le Barnett Shale (formation schisteuse produisant du méthane, il s'agit de gaz extrait directement de la roche source) joue un rôle de plus en plus important (>50 millions de mètres cubes par jour). Il s'agit de gaz non conventionnel en réservoir compact, qui ne peut être extrait que par fractionnement des roches par injection d'eau.
6- Les gisements des montagnes Rocheuses. S'étendant du Nouveau-Mexique au Dakota du Nord et prolongée au Canada par le Western Canada Sedimentary Basin (WCSB), cette zone comprend en fait plusieurs bassins séparés, mais tous ont été déformés par la levée des montagnes Rocheuses, ce qui crée des pièges anticlinaux favorables à l'accumulation du pétrole. Ici aussi, les réserves sont en grandes parties épuisées.
7- Les gisements californiens. La Californie a une histoire pétrolière très ancienne, et possède quatre gisements comptant parmi les gros des États-Unis : à Wilmington (2,8 Gbep de dotation dotale, découvert en 1932), Midway sunset (1894, 2,7 Gbep), Kern River (1899, 1,7 Gbep) et Elk Hills (1911, 1,4 Gbep). Ces vieux gisements ne fournissent plus qu'une petite fraction de ce qu'ils produisaient à leur apogée. La Californie possède aussi des régions offshore potentiellement pétrolifères, mais dont l'exploration est interdite, car faisant partie d'un parc naturel marin. La Californie produit encore aujourd'hui près de 700 kbep/j, mais cela représente une diminution de 40 % par rapport au pic pétrolier en 1985.
8- La rive nord de l'Alaska. Le North Slope présente une famille de gisements dont le plus grand est Prudhoe Bay, découvert en 1968. Le pétrole traverse l'Alaska via un pipeline jusqu'à Valdez, d'où il est transporté par tankers vers les États-Unis. L'Alaska donna dans les années 1970 un « second souffle » à l'industrie pétrolière américaine, mais franchit à son tour son pic de production en 1989. Il y reste cependant de vastes réserves et un certain potentiel d'exploration. Les réserves de gaz de cette région seront exploitées une fois qu'un gazoduc sera construit à travers le Canada. Les compagnies pétrolières exercent une forte pression pour avoir accès aux zones encore protégées d'Alaska (ANWR, NPR-A et offshore).
9- Le sud de l'Alaska (golfe de Cook) présente un petit système pétrolier, complètement distinct du North Slope, exploité depuis les années 1960. 24 gisements sont en exploitation, la plupart en offshore. La production n'est plus que de 30 kbbl/j de pétrole et 80 kbep/j de gaz. Quelque 90 % des réserves de cette zone, fief de Unocal, ont été extraites.

## Mexique
En 2006, le Mexique a produit 3.25 Mbbl/j de pétrole brut et condensats, et 0.43 de liquides de gaz nature, marquant un léger déclin pour le deuxième année consécutive. La consommation nationale s'établissant à environ 2 Mbbl/j, la différence lui permet d'être un exportateur important et, en particulier, l'un des principaux fournisseurs des États-Unis.
L'exploitation du pétrole est le monopole d'une compagnie d'état, la Pemex, perpétuellement au bord de la faillite, car le gouvernement fédéral prélève une large partie de ses recettes. En revanche, la production de gaz est inférieure à la consommation et le pays importe donc du gaz de son puissant voisin. L'essentiel des ressources se concentre dans la baie de Campeche.
Les gisements de cette zone sont logés dans des structures existant grâce à la Météorite de Chicxulub, qui a déformé les roches-réservoirs et créé les structures-pièges. Cet ensemble de gisements, très groupés géographiquement, est dominé par le complexe de Cantarell (ou Akal-Nohoch), un super géant estimé à un maximum de 17 Gbep. Découvert en 1977, il produit environ 1 Mbbl/j de pétrole lourd jusqu'en l'an 2000, date où un colossal projet d'injection d'azote permet de doubler le débit. En 2004, Cantarell produit 2.2 Mbbl/j (65 % de la production de brut du pays). Le gisement a commencé un déclin qui semble très rapide, puisque début 2007 la production est tombée à moins de 1.6 Mbbl/j. Si les évaluations divergent sur le rythme du déclin, toutes s'accordent sur le fait qu'il soit fort et irréversible.
Le deuxième gisement du pays, Ku-Maloob-Zaap, situé à proximité de Cantarell, est redeveloppé à l'aide de la même technologie d'injection d'azote, ce qui a permis d'augmenter la production, qui atteint 500 000 barils par jour début 2008 et devrait encore augmenter jusque 800 000 bbl/j.
Par la suite, le Mexique espère que la production dans la partie en offshore profond de ce même bassin prendra le relais, néanmoins les quelques puits d'exploration forés pour le moment n'ont révélé que de petites quantités de pétrole très lourd et de gaz naturel.
En dehors de la baie de Campêche, le Mexique possède aussi des gisements de pétrole onshore, en particulier dans la région de Tampico. Ces gisements produisent du pétrole de meilleure qualité que Cantarell, mais sont exploités pour la plupart depuis fort longtemps (années 1900) et largement épuisés. La région de Burgos, près de la frontière américaine (et rattachée géologiquement au Texas), produit surtout du gaz naturel. Le principal espoir d'augmenter la production est le gisement de Chicontepec, qui contient de vastes réserves (surtout du pétrole lourd) mais est extrêmement difficile à exploiter.
Dans l'ensemble, la production mexicaine est entrainée à la baisse par Cantarell, de façon trop rapide pour être entièrement compensée par les nouvelles productions (actuellement, KMZ, ensuite Chicontepec et l'offshore profond), ce qui pose de graves dangers pour le pays, dépendant de l'argent du pétrole pour financer ses programmes sociaux. Au premier trimestre 2008, la production était de 2.91 Mbbl/j, en baisse de 8 % sur un an, néanmoins la production de gaz continue à augmenter.
En 2009 est découvert par BP, le gissement « Tiber », le puits est recouvert de 1 259 mètres d’eau. Les barils facilement récupérables sont de 600 à 900 millions.

## Canada
La production de pétrole au Canada est presque aussi ancienne qu'aux États-Unis. Si les ressources conventionnelles sont globalement en déclin, les sables bitumineux de l'Alberta sont de plus en plus exploités. Grâce à eux, la production « totale liquides » (brut, syncrude et liquides de gaz naturel) du Canada devrait passer de 2,6 à 3,9 Mbep/j.
Exceptionnellement stable du point de vue politique et doté de réserves de bitume capables de durer des décennies, le Canada peut être considéré comme l'un des derniers fournisseurs fiables de pétrole.
- Le bassin sédimentaire de l'Ouest canadien

L'industrie pétrolière canadienne se concentre historiquement sur le Western Canada Sedimentary Basin (WCSB) situé dans trois provinces : Alberta principalement, Saskatchewan et Colombie-Britannique. Cette vaste région produit quelque 80 % du pétrole et du gaz canadiens, néanmoins la plupart des gisements de brut conventionnel comme de gaz sont en voie d'épuisement, avec comme résultat logique un déclin, certes modéré, de la production ces dernières années.
- Le pétrole non conventionnel.

Par contre, la région possède trois énormes gisements de sables bitumineux : du sable contenant quelque 10 % de bitumes, si visqueux qu'on ne peut l'extraire par pompage, ce qui rend nécessaire l'emploi de techniques d'extractions spécifiques : là où le gisement est très proche de la surface, on extrait le sable avec des engins de carrière et on en sépare le bitume en usine. Ailleurs, on le sépare in situ par injection de vapeur.
Dans les deux cas, ces procédés consomment beaucoup d'énergie et sont beaucoup plus polluants que l'industrie pétrolière conventionnelle. Le bitume peut soit être mélangé à un diluant (naphta, pentane plus, brut léger) et vendu à une raffinerie, soit être transformé chimiquement en syncrude par ajout d'hydrogène et/ou extraction de carbone. Les sables de l'Alberta produisent 1 200 kbbl/j, dont 700 transformés en syncrude. Il faut abattre les chiffres de 25 à 30 % si on veut rendre compte de la production nette, pénalisée de l'énergie consommée pour extraire et transformer le bitume.
Malgré les réserves énormes, la production ne se développe qu'assez lentement, bridée par nombre de facteurs : importances des investissements, émissions de CO2 et autres pollutions, consommation d'eau, manque de main-d'œuvre, et prix du gaz naturel actuellement indispensable pour l'extraction in situ et la production d'hydrogène (l'industrie cherche des alternatives, la plus simple étant la gazéification d'une fraction des bitumes produits). Aussi, les projets se situent toujours dans les zones les plus « faciles » des gisements, et qu'augmenter la production est donc de plus en plus difficile.
- Les nouvelles provinces : Offshore et Grand Nord

Depuis une dizaine d'années, le Canada a développé des ressources offshore dans l'Atlantique : le « bassin Jeanne d'Arc » au large de Terre-Neuve fournit 450 kbbl/j de brut, tandis que le « Scotian bassin » devant Halifax produit du gaz naturel. Plus au nord, le bassin deepwater dit « Orphan Basin » est activement exploré. De l'autre côté du pays, il existe peut-être un certain potentiel au large de la Colombie-Britannique (notamment dans le bassin dit de la Reine Charlotte), mais l'exploration n'y est pas autorisée actuellement.
Autre région assez prometteuse, le delta du Mackenzie sur la côte arctique contient des réserves de gaz de l'ordre de 1,5 Gbep, qui pourront être commercialisées une fois reliées au sud par un pipeline (probablement le même qui transportera la gaz d'Alaska). Dans l'océan arctique, le bassin de Sverdrup offre des réserves significatives de gaz naturel (au moins 3Gbep) et de moindres quantités de pétrole. Bien que connues depuis les années 1970, ces ressources n'ont jamais été mises en production, en raison du coût de la mise en exploitation de gisements sous cette latitude (77° nord) et surtout du transport.
Malgré ces nouvelles opportunités, le Canada dans son ensemble est en déclin très probablement irréversible depuis 1973 pour le pétrole conventionnel (hors bitumes), et probablement en déclin depuis peu de temps pour le gaz naturel.

## Tableau de synthèse
|            | Déjà produit       | Restant            | Production actuelle | Production actuelle | Consommation |
| ---------- | ------------------ | ------------------ | ------------------- | ------------------- | ------------ |
| Unité      | Gbbl               | Gbbl               | kbbl/j              | kbbl/j              | kbbl/j       |
| Inclut :   | Brut conventionnel | Brut conventionnel | Brut conventionnel  | Condensats et LGN   | Produits     |
| TOTAL      | 236                | ~100 ??            | 10460+600           | 3100                | 24600        |
| États-Unis | 186                | 40 à 80?           | 5100                | 1900                | 20500        |
| Canada (1) | 19                 | ~10 ?              | 1400 +600           | 700                 | 2200         |
| Mexique    | 25                 | 20 à 40            | 3365                | 500                 | 1900         |

 (1) les bitumes des sables bitumineux de l'Alberta relèvent du pétrole hautement non conventionnel et sont exclus ici des réserves. La production de brut est décomposée en 1 400 kbbl/j de brut conventionnel et 600 de syncrude, on pourrait encore ajouter 400 kbbl/j de bitume non transformé en syncrude.

## Gisements remarquables
- États-Unis : Prudhoe Bay, East Texas, Thunder Horse, Hugoton
- Mexique : Complexe de Cantarell, Ku-Maloob-Zaap, Chicontepec
- Canada : Sables bitumeux de l'Athabasca, Formation de Grosmont, Hibernia